# Hoa hậu Venezuela 2008
Hoa hậu Venezuela 2008 là cuộc thi Hoa hậu Venezuela lần thứ 56 được tổ chức tại thủ đô Caracas, Venezuela vào ngày 10 tháng 9 năm 2008. Cuộc thi có sự tham dự của 28 người đẹp và người chiến thắng của cuộc thi là cô Stefania Fernandez, hoa hậu Trujillo.
Cuộc thi được truyền hình trực tiếp trong hơn 4 giờ đồng hồ trên kênh Venevision. Cuối đêm chung kết, Dayana Mendoza (Hoa hậu Venezuela 2007 và cũng vừa đăng quang Hoa hậu Hoàn vũ 2008 tại Việt Nam) đã trao vương miện cho tân hoa hậu Stefania Fernandez. Stefania Fernandez lãnh sứ mệnh đại diện cho Venezuela tham gia cuộc thi Hoa hậu Hoàn vũ 2009 và xuất sắc làm nên lịch sử cho xứ sở hoa hậu khi cô tiếp tục đoạt vương miện và lại một lần nữa được Dayana Mendoza trao lại ngôi vị.

## Kết quả chính thức

### Những danh hiệu cao nhất
- Hoa hậu Venezuela 2008: Stefania Fernandez (Trujillo)
- Hoa hậu Thế giới Venezuela 2008: Maria Milagros (Anzoategui)
- Hoa hậu Quốc tế Venezuela 2008: Laskmi Rodriguez (Monagas)

### Á hậu
- Á hậu 1: Natasha Dominguez (Sucre)
- Á hậu 2: Gabriela Concepcion (Carabobo)

### Những thí sinh lọt vào top 10
- Amazonas
- Aragua
- Miranda
- Portuguesa
- Tachira